# 沙克蒂讷格尔
沙克蒂讷格尔（Shaktinagar）是印度卡纳塔克邦赖久尔县的一个城镇。总人口18983（2001年）。

## 人口
该地2001年总人口18983人，其中男性9842人，女性9141人；0—6岁人口2380人，其中男1221人，女1159人；识字率65.13%，其中男性为74.27%，女性为55.28%。